# کوپچیووکا
کوپچیووکا (به لهستانی:  Kopciówka) یک روستا در لهستان است که در گمینا سوخووولا واقع شده‌است.